# Neogastromyzon chini
Neogastromyzon chini är en fiskart som beskrevs av Tan 2006. Neogastromyzon chini ingår i släktet Neogastromyzon och familjen grönlingsfiskar. Inga underarter finns listade i Catalogue of Life.